# Odense (řeka)
Odense je řeka nacházející se na ostrově Fyn ve středu Dánska. Je dlouhá cca 60 kilometrů. Řeka ústí mezi Stige a Seden.
Název řeka dostala po městě Odense, kterým protéká. Název je odvozen od Odins Vi, což znamená Odinovo město.
Na řece jsou možné projížďky na lodi. Trajekt, který převáží lidi z horní části řeky Odense až do dolní části řeky, jezdí už od roku 1882. Rybářská sezóna začíná 8. března a končí 15. listopadu.